# 정의도
정의도(鄭義道, 1987년 4월 8일 ~ )는 대한민국의 축구 선수이다.

## 클럽 경력

### 성남 일화 천마
연세대학교 시절 정의도는 주전으로 활약하며 명성을 날렸다. 연세대학교에서의 활약으로 2009년 신인 드래프트에서 성남 일화 천마에 지목되어 입단할 수 있었다. 그러나 입단 후 정성룡과 전상욱에 밀려 서드 골키퍼로 벤치조차 지키기 어려웠다. 2009년 8월 23일, 대전 시티즌과의 경기에서 정성룡이 후반 14분 퇴장당하자 교체 출전하여 데뷔전을 치렀다. 정성룡이 만든 파울이 고창현의 프리킥으로 이어져 골문을 흔들었고, 정의도는 출전한지 채 5분도 되지 않아 실점하게 되었다. 2009 시즌이 끝난 후 전상욱이 부산 아이파크로 이적하였고, 정의도가 세컨드 골키퍼로 낙점되었다. 그의 2010 시즌 첫 경기는 5월 23일 포스코 컵에서 울산 현대와의 경기였는데 이 경기에서 3실점을 하며 K리그 공식 홈페이지 평점 5.5점을 받았다.
2014 시즌을 앞두고 챌린저스리그의 서울 유나이티드로 소속팀을 옮겼으며, 2015년에는 내셔널리그의 대전 코레일로 이적하였다.